# Kipchoge Keino
Kipchoge (Kip) Keino (Kipsamo, 17 januari 1940) is een Keniaanse voormalige atleet. Keino komt uit het district Nandi. Hij bezat het wereldrecord op de 3000 m en de 5000 m. Hij nam driemaal deel aan de Olympische Spelen en veroverde bij die gelegenheden alles bij elkaar tweemaal goud en tweemaal zilver.

## Loopbaan
Keino was de eerste van een lange serie sterke Keniaanse middellange- en langeafstandslopers uit het volk van de Kalenjin. Hij inspireerde vele andere lopers en heeft naast talrijke overwinningen twee olympische titels veroverd. Keino wordt gezien als de uitvinder van de hoogtestage (zijn geboortestreek ligt 1800 meter boven zeeniveau). In deze omgeving trainde hij en hielp met zijn ervaring voor elke hoogte trainingstijden op te stellen.
Keino kreeg internationale faam toen hij in 1962 een Keniaans record op de mijl liep. Op de Olympische Spelen van Tokio in 1964 vertegenwoordigde hij zijn land, dat voor de eerste maal deelnam aan de Olympische Spelen. Hij werd vijfde op de 5000 m. In datzelfde jaar liep hij ook twee wereldrecords: 7.39,6 op de 3000 m en 13.24,2 op de 5000 m.
In 1965 won hij goud op de Afrikaanse Spelen op zowel de 1500 als de 5000 m. In 1966 won hij goud op de Gemenebestspelen op de één en de drie mijl.
Zijn grootste succes behaalde Kipchoge Keino op de Olympische Spelen van Mexico-Stad in 1968, toen hij de 1500 m won in een olympisch record van 3.34,9. De laatste kilometer naar het stadion had hij moeten rennen, omdat zijn taxi in het verkeer vast stond. Het record hield tot 1984 stand. Hoewel hij aan een zware infectie leed, behaalde hij toch nog een zilveren medaille op de 5000 m achter de Tunesiër Mohammed Gammoudi.
Op de Olympische Spelen van München in 1972 won Keino een tweede gouden medaille, dit keer op de 3000 m steeple en een tweede zilveren medaille, ditmaal op de 1500 m.
Kip Keino beëindigde zijn sportcarrière in 1973. Sindsdien is hij werkzaam met zijn vrouw in een door hen gestichte weldadigheidsinstelling ten behoeve van Keniaanse weeskinderen. Hij is lid van het Keniaans Olympisch Comité. Zijn zoon Martin was een tweevoudig NCAA-kampioen en succesvol haas en een andere zoon, genaamd Andrew, ook wel "Kippy", doet wedstrijden.
In 2012 werd hij opgenomen in de IAAF Hall of Fame.

## Titels
- Olympisch kampioen 1500 m - 1968
- Olympisch kampioen 3000 m steeple - 1972
- Afrikaanse Spelen kampioen 1500 m - 1965
- Afrikaanse Spelen kampioen 5000 m - 1965
- Gemenebestkampioen 1500 m - 1970
- Gemenebestkampioen 1 Eng. mijl - 1966
- Gemenebestkampioen 3 Eng. mijl - 1966
- Oost- en Centraal-Afrikaans kampioen 800 m - 1972
- Oost- en Centraal-Afrikaans kampioen 1500 m - 1969, 1970
- Oost- en Centraal-Afrikaans kampioen 1 Eng. mijl - 1964, 1967
- Oost- en Centraal-Afrikaans kampioen 3 Eng. mijl - 1967, 1968
- Oost- en Centraal-Afrikaans kampioen 5000 m - 1969, 1970, 1971

## Persoonlijke records
| Onderdeel      | Prestatie       | Datum            | Plaats      |
| -------------- | --------------- | ---------------- | ----------- |
| 800 m          | 1.46,42         | 1972             |             |
| 1500 m         | 3.34,91 (ex-OR) | 20 oktober 1968  | Mexico-Stad |
| 1 Eng. mijl    | 3.53,1          | 1967             |             |
| 3000 m         | 7.39,6 (ex-WR)  | 27 augustus 1965 | Helsingborg |
| 3 Eng. mijl    | 12.57,4         | 8 augustus 1966  | Kingston    |
| 5000 m         | 13.24,2 (ex-WR) | 30 november 1965 | Auckland    |
| 10.000 m       | 28.06,4         | 1968             |             |
| 3000 m steeple | 8.23,64 (ex-OR) | 4 september 1972 | München     |

## Palmares

### 800 m
- 1972:  Oost- en Centraal-Afrikaanse kamp. - 1,48,7

### 1500 m
- 1965:  Afrikaanse Spelen - 3.41,1
- 1968:  OS - 3.34,91
- 1969:  Oost- en Centraal-Afrikaanse kamp. - 3,40,4
- 1970:  Oost- en Centraal-Afrikaanse kamp. - 3,39,2
- 1970:  Gemenebestspelen - 3.36,68
- 1972:  OS - 3.36,81
- 1973:  Afrikaanse Spelen - 3.39,63

### 1 Eng. mijl
- 1964:  Oost- en Centraal-Afrikaanse kamp. - 4,06,0
- 1966:  Gemenebestspelen - 3.55,34
- 1966:  Emsley Carr Mile - 3.53,42
- 1967:  Oost- en Centraal-Afrikaanse kamp. - 3,53,1

### 3 Eng. mijl
- 1966:  Gemenebestspelen - 12.57,4
- 1967:  Oost- en Centraal-Afrikaanse kamp. - 13,31,6
- 1968:  Oost- en Centraal-Afrikaanse kamp. - 13,37,4

### 5000 m
- 1965:  Afrikaanse Spelen - 13.44,4
- 1968:  OS - 14.05,16
- 1969:  Oost- en Centraal-Afrikaanse kamp. - 14,22,6
- 1970:  Oost- en Centraal-Afrikaanse kamp. - 14,05,0
- 1970:  Gemenebestspelen - 13.27,6
- 1971:  Oost- en Centraal-Afrikaanse kamp. - 14,21,0

### 3000 m steeple
- 1972:  OS - 8.23,64 (OR)

## Onderscheidingen
- IAAF Hall of Fame - 2012

1896: Teddy Flack ·
1900: Charles Bennett ·
1904: Jim Lightbody ·
1908: Mel Sheppard ·
1912: Arnold Jackson ·
1920: Albert Hill ·
1924: Paavo Nurmi ·
1928: Harri Larva ·
1932: Luigi Beccali ·
1936: Jack Lovelock ·
1948: Henry Eriksson ·
1952: Josy Barthel ·
1956: Ron Delany ·
1960: Herb Elliott ·
1964: Peter Snell ·
1968: Kipchoge Keino ·
1972: Pekka Vasala ·
1976: John Walker ·
1980: Sebastian Coe ·
1984: Sebastian Coe ·
1988: Peter Rono ·
1992: Fermín Cacho ·
1996: Noureddine Morceli ·
2000: Noah Ngeny ·
2004: Hicham El Guerrouj ·
2008: Asbel Kiprop ·
2012: Taoufik Makhloufi ·
2016: Matthew Centrowitz ·
2020: Jakob Ingebrigtsen ·
2024: Cole Hocker
1920: Percy Hodge ·
1924: Ville Ritola ·
1928: Toivo Loukola ·
1932: Volmari Iso-Hollo ·
1936: Volmari Iso-Hollo ·
1948: Tore Sjöstrand ·
1952: Horace Ashenfelter ·
1956: Chris Brasher ·
1960: Zdzisław Krzyszkowiak ·
1964: Gaston Roelants ·
1968: Amos Biwott ·
1972: Kipchoge Keino ·
1976: Anders Gärderud ·
1980: Bronisław Malinowski ·
1984: Julius Korir ·
1988: Julius Kariuki ·
1992: Matthew Birir ·
1996: Joseph Keter ·
2000: Reuben Kosgei ·
2004: Ezekiel Kemboi ·
2008: Brimin Kipruto ·
2012: Ezekiel Kemboi ·
2016: Conseslus Kipruto ·
2020: Soufiane El Bakkali ·
2024: Soufiane El Bakkali
- World Athletics: 14358386
- International Standard Name Identifier: 0000 0000 3360 3992
- Library of Congress Control Number: n92044376
- Virtual International Authority File: 45956544
- WorldCat: E39PBJrrC9p8DyXRRtMrMBp9Dq